# 旗月鱼
旗月鱼（学名：Velifer hypselopterus）為輻鰭魚綱月魚目旗月鱼科旗月鱼属的鱼类。

## 分布
本魚分布于印度西太平洋區，包括非洲东岸、日本、中國南海、台灣、印尼、菲律賓、澳洲等海域。该物种的模式产地在长崎。

## 特徵
本魚體側扁，略高，口小能夠伸縮，體被易脫落的大型圓鱗，體側具有8條深色橫帶。鰭膜藍綠色，背鰭硬棘2枚，背鰭軟條32-33枚；臀鰭硬棘1枚，臀鰭軟條23枚，體長可達40公分。

## 生態
本魚棲息在中底層水域，棲息深度約100公尺，屬肉食性，以小型浮游動物為食。